# Wapen van Wons

Wapen van Wons

Het wapen van Wons is het dorpswapen van het Nederlandse dorp Wons, in de Friese gemeente Súdwest-Fryslân. Het wapen werd in 1969 geregistreerd.

## Beschrijving
De blazoenering van het wapen in het Fries luidt als volgt:
Yn grien in sulveren trêdzjend hart.
De Nederlandse vertaling luidt als volgt: 
In groen een zilveren stappend hert.
De heraldische kleuren zijn: sinopel (groen) en zilver (zilver).

## Symboliek
- Groen veld: staat voor het grasland rond het dorp.[2]

Hert: verwijst naar een sage over een hert dat bij het dorp gevangen is. Daarnaast heeft de windwijzer van de hervormde kerk van Wons de vorm van een hert.[2]

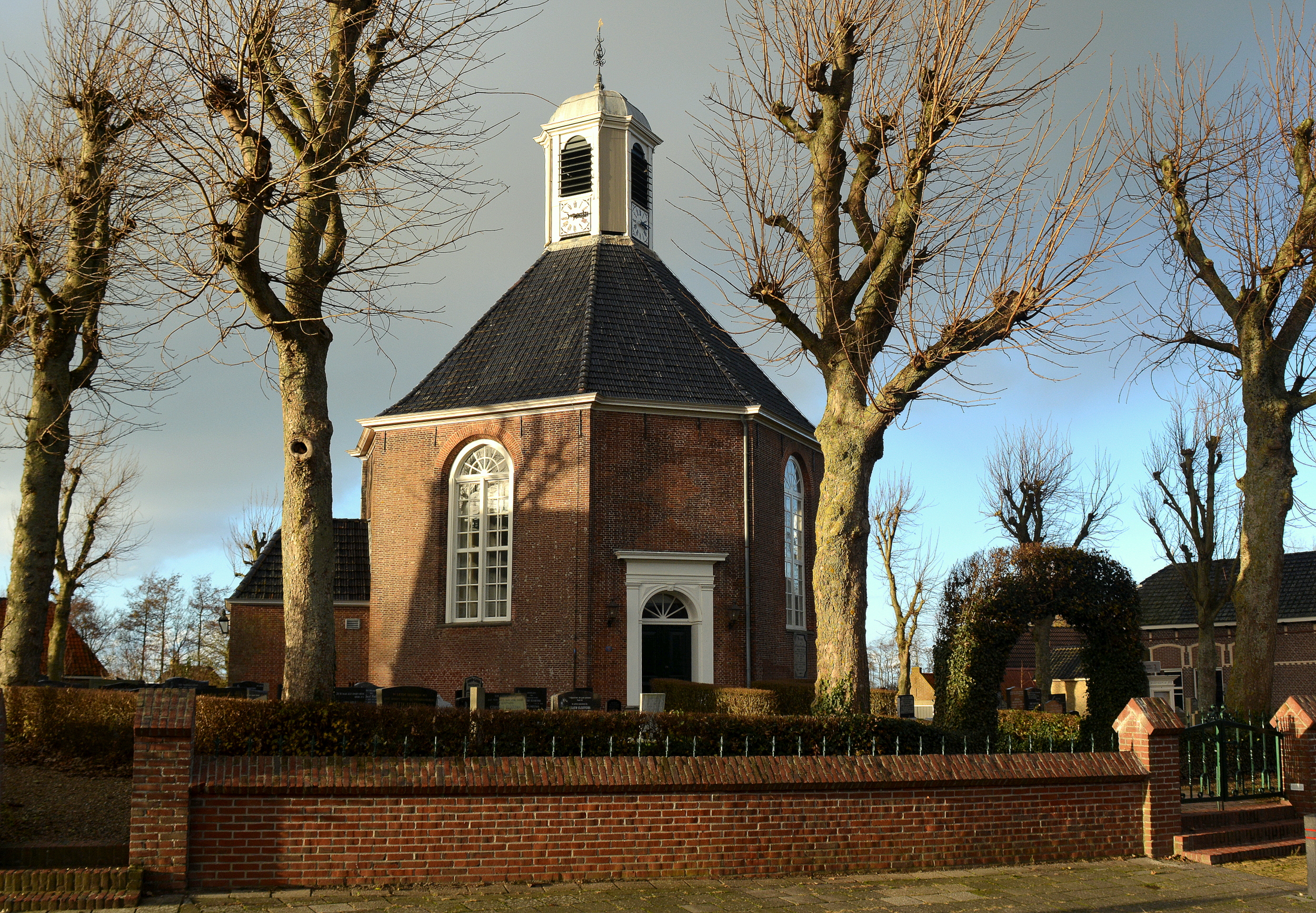
De hervormde kerk van Wons.